# Perry (wieś w stanie Nowy Jork)
Perry – wieś w Stanach Zjednoczonych, w stanie Nowy Jork, w hrabstwie Wyoming.